# Кованово (Великопольське воєводство)
Кованово (пол. Kowanowo, нім. Kiestal) — село в Польщі, у гміні Оборники Оборницького повіту Великопольського воєводства.
Населення — 282 особи (2011).
У 1975-1998 роках село належало до Познанського воєводства.

## Демографія
Демографічна структура станом на 31 березня 2011 року:
|          | Загалом | Допрацездатний вік | Працездатний вік | Постпрацездатний вік |
| -------- | ------- | ------------------ | ---------------- | -------------------- |
| Чоловіки | 150     | 51                 | 92               | 7                    |
| Жінки    | 132     | 31                 | 88               | 13                   |
| Разом    | 282     | 82                 | 180              | 20                   |